# New liberalism
El new liberalism o nuevo liberalismo (no confundir con neoliberalismo) es una corriente del liberalismo social surgido en Europa a finales del siglo XIX. Surge en Inglaterra impulsado principalmente por el político y sociólogo Leonard Trelawny Hobhouse y teorizado en su libro Liberalism (1920). Se inmiscuyó dentro del Partido Liberal del Reino Unido, dándose un acercamiento entre este y el Partido Laborista en los temas sociales.

## Principios delnew liberalism
Se ve la libertad del individuo como lo que el individuo debe a la sociedad. Es decir, lo que haga el individuo moralmente importa a la sociedad, lo que conlleva a que sea difícil establecer una separación entre lo que conviene propiamente al individuo y lo que conviene a toda la sociedad, aunque sí se establece cuál es la deuda del individuo con la sociedad.
Si para el individualismo la sociedad es una interrelación de los individuos y para el organicismo la sociedad es un organismo con vida propia por encima de los individuos que la componen primando así la importancia de la sociedad por encima del individuo, para el new liberalism la sociedad es un órgano que se mueve gracias a los individuos y estos gracias a la sociedad, surgiendo así una interrelación entre sociedad e individuo. Se posiciona así entre el individualismo y el organicismo.
Se promueve hablar del bien común y no solo del bien individual. La armonía no se consigue por el libre juego de los individuos.
La libertad es la falta de coerción y de restricción donde el Estado solo interviene ante las violaciones del orden natural de competencia entre individuos. Para el new liberalism la libertad no existe si no la garantiza el Estado, expresión de la sociedad que tiene un papel que cumplir en la expansión de la personalidad del individuo.
Hobhouse distingue entre el poder que respeta las libertades individual y espiritual y el poder que las coacciona. En un contrato de trabajo el empresario y el trabajador no están en igualdad, por lo que el empresario coacciona al trabajador.
También se establece lo que el Estado puede hacer en relación con su poder coercitivo. La pobreza y el paro masivo, en contraposición al liberalismo clásico, son cuestiones sociales. El Estado ha de intervenir para que los trabajadores tengan un nivel de vida digno. En este sentido Hobhouse, incluye los Derechos sociales, tales como la educación, la sanidad o el pago por desempleo, entre los Derechos fundamentales. Se apunta a políticas redistributivas vía impositiva con cargo a la plusvalía social.
La amenaza viene constituida por el imperialismo, visto como un moderno conservadurismo, más que por el socialismo.
La democracia, como forma integral del liberalismo, es parte del fondo de este. Ese fondo es la participación de los ciudadanos en la política para que se comprometan en ella. Hay una posición, por tanto, en favor del sufragio universal.

## Teóricos delnew liberalism
- Leonard Trelawny Hobhouse
- Thomas Hill Green